# Santa Catalina (Ilocos Sul)
Santa Catalina é um município de  quinta classe de renda municipal (d) na província Ilocos Sul, nas Filipinas. De acordo com o censo de 1 de maio  de  2020 possui uma população de 14 493 pessoas e 3 321 domicílios.